# Thera cupressata
Thera cupressata är en fjärilsart som beskrevs av Jacob Hübner och Charles Andreas Geyer 1828/31. Thera cupressata ingår i släktet Thera och familjen mätare. Inga underarter finns listade i Catalogue of Life.